# NGC 2761
NGC 2761 ist eine Balken-Spiralgalaxie vom Hubble-Typ SBb im Sternbild Krebs auf der Ekliptik. Sie ist schätzungsweise 386 Millionen Lichtjahre von der Milchstraße entfernt und hat einen Durchmesser von etwa 70.000 Lichtjahren.

Im selben Himmelsareal befinden sich u. a. die Galaxien NGC 2747, NGC 2749, NGC 2751, NGC 2752.
Das Objekt wurde am 29. März 1865 von Albert Marth entdeckt.